# Robert Wrzochalski
Robert Wrzochalski (ur. 11 czerwca 1973) – polski lekkoatleta, sprinter. W latach dziewięćdziesiątych XX wieku należał do czołówki krajowej w biegach na 200 i 400 metrów. Pochodził z Przasnysza. Reprezentował kluby Jantar Ostrołęka (1989-1994) oraz AZS-AWF Gdańsk (od 1995). 
Brązowy medalista halowych mistrzostw Polski juniorów młodszych w biegu na 200 m (1990 - 23,46), wicemistrz Polski juniorów w sztafecie 4 x 100 m (1991 - 42,35), brązowy medalista mistrzostw Polski seniorów w sztafecie 4 x 100 m (1997 - 41,46). Dwukrotny finalista mistrzostw Polski seniorów w biegu na 200 m (5. w 1993 - 21,80; 8. w 1994 - 22,82).
Rekordy życiowe: 100 m - 10,82 (1998), 200 m - 21,63 (1998), 400 m - 47,78 (1992).